# 寨河镇
寨河镇，是中华人民共和国河南省信阳市光山县下辖的一个乡镇级行政单位。

## 行政区划
寨河镇下辖以下地区：
寨河街社区、张围孜村、王乡村、大塘村、钱寨村、东林村、罗湖村、寨河村、王畈村、冷大湾村、段寨村、陈兴寨村、吴寨村、杜岗村、张湖村、耿寨村、刘堂村和谢小寨村。